# Automatikus helyesírás-ellenőrzés
Az automatikus helyesírás-ellenőrző vagy helyesírás- és nyelvhelyesség ellenőrzés (angolul: AutoCorrect, Text replacement, Replace as you type) a modern szövegszerkesztő alkalmazások egyik alapvető funkciója, de például a modern okostelefonokban is megtalálható. Az automatikus helyesírás-ellenőrző elsődleges funkciója, hogy gépelés közben megjelöli és megfelelő beállítások esetén kijavítja a helyesírási és nyelvhelyességi problémákat, félregépeléseket, ezzel időt spórolva a felhasználónak. Az automatikus helyesírás-ellenőrző másodlagos funkciója a szöveg megfelelő formázása vagy pedig speciális karakterek beszúrása a gépelés közben alkalmazott karaktereknek megfelelően, ami szintén időt takarít meg a felhasználónak.
| Begépelt szöveg | Kijavított szöveg |
| --------------- | ----------------- |
| yuor            | your              |
| (r)             | ®                 |
| aboutit         | about it          |
| where;s         | where's           |
| *bold*          | bold              |
| _italic_        | italic            |

Az automatikus helyesírás-ellenőrző szoftverek emellett felismerik a két nagybetűvel kezdődő szavakat (mint a "PÉldául") és kijavíthatják a második betűt kisbetűre, vagy automatikusan nagybetűre cserélik a mondatok kezdőbetűit, illetve kijavíthatják a bekapcsolva felejtett Caps Lock billentyű (mint a "pÉLDA") következményeit.
A helyesírás és nyelvhelyesség-ellenőrzés a szoftver beépített szótárát használja, de a felhasználónak is lehetősége van arra, hogy bizonyos szavakat ide felvegyen és automatikusan kijavíttasson. Ennek egyik jó példája a gyakran használt szavakra billentyű-parancsok létrehozása. Ha valaki például az ipari forradalomról ír egy cikket, akkor beállíthatja úgy az automatikus helyesírás-ellenőrzőt, hogy az "if" szót begépelés után kicserélje az "ipari forradalom" kifejezéssel. Ezzel jelentős időt lehet megtakarítani. A hozzáértő és türelmes felhasználó a Dutton-féle gyorsíráshoz hasonló rendszert tud létrehozni az ilyen billentyű-parancsok felhasználásával a számítógépes szövegszerkesztőben is: a rövidítéseket a szoftver automatikusan és azonnal kicseréli a szó teljes alakjára.
Néhány helyesírás-ellenőrző program nem csak a szövegszerkesztőkben, hanem egy adott operációs rendszeren futó minden alkalmazásban képes beavatkozni és a hibásan gépelt szavakat kijavítani.

## Hátrányai
Bizonyos helyzetekben az automatikus helyesírás-ellenőrző ténykedés problémákat okoz, különösen a tudományos vagy műszaki szövegekben. Példaként szokták felhozni a biokémiai szövegekben előforduló ciklikus adenozin-monofoszfát vegyületet, amelynek rövidítése ciklikus AMP (az angol cyclic adenosine monophosphate alapján) vagy még egyszerűbben cAMP. Egy automatikusan működő helyesírás-ellenőrző szoftver ezt a rövidítést a bekapcsolva felejtett Caps Lock billentyű hatásának tulajdonítja és automatikusan kijavítja Camp-re, amelynek ilyen szövegkörnyezetben természetesen semmi értelme nincsen. A legkorábbi szövegszerkesztőkben (mint például az 1989-ben Macintosh számítógépekhez kiadott Microsoft Word esetében) a helyesírás-ellenőrző szoftver nem ismerte fel az egybe írt cooperation ("együttműködés") szót – csak annak alternatív formáját: co-operation – és azt következetesen a Cupertino szóval helyettesítette. A kaliforniai Cupertino városban található az amerikai Apple Inc. vállalat székhelye, amely a Macintosh számítógépeket gyártotta, a jelenséget később a számítástechnikában Cupertino-hatásként emlegették.
Bizonyos szervezetek, kiadók olyan szerkesztői irányelveket fogadtak el a számítógépes szövegszerkesztők elterjedése során, amelyek bizonyos szavakat automatikusan helyettesítettek a számukra elfogadható szavakkal. Például a keresztény elveket képviselő  American Family Association úgy döntött, hogy a gay (kb. ’meleg’) szót következetesen kicserélik a weboldalukon publikált szövegekben homosexual-ra. Ez akkor okozott problémát, amikor cikket közöltek az amerikai olimpiai válogatott rövidtávfutóról, Tyson Gay-ről, és az írásban ilyen mondatok bukkantak fel: „A szombati előfutamon Homoszexuális erősen, túlságosan erősen kezdett, és a mezőny majdnem beérte, amikor ismét felgyorsított, és végül a negyedik helyen ért célba.”

## Humoros alkalmazása
Számos iskolában és munkahelyen használják az automatikus helyesírás-ellenőrzőt egymás megtréfálására. A mókamester ebben az esetben az áldozat szövegszerkesztőjében egy teljesen átlagos, gyakori szót kicserél egy humoros abszurditásra, vagy pedig az eredeti szó helytelen alakjára. Ehhez gyakran nem is kell külső beavatkozás: a napjainkban rendkívül népszerű okostelefonokon is fut automatikus helyesírás-ellenőrző program, amely gyakran vicces vagy kínos szituációkat eredményez szöveges üzenetek küldése során. Mára már olyan blogok és weboldalak is léteznek (pl. Damn You Autocorrect), ahol az ilyen esetekről készült képernyőképeket lehet közzétenni.

## Külső hivatkozások
- How to disable text replacement features (AutoFormat and AutoCorrect) in Microsoft Word 2007
- OOo Off the Wall: Domesticating Autocorrect
- A brief discussion on the history of code completion Archiválva 2010. március 2-i dátummal a Wayback Machine-ben
- LibreOffice a HVG-ben
- Szabad a helyesírás - Ispell helyesírás-ellenőrző
- A helyesírás-ellenőrzők evolúciója – Szar vas hibák

## Fordítás
Ez a szócikk részben vagy egészben  az   Autocorrection című angol Wikipédia-szócikk ezen változatának fordításán alapul.  Az eredeti cikk szerkesztőit annak laptörténete sorolja fel. Ez a jelzés csupán a megfogalmazás eredetét és a szerzői jogokat jelzi, nem szolgál a cikkben szereplő információk forrásmegjelöléseként.